# کیث (فیلم)
کیث (به انگلیسی: Keith) یک فیلم مستقل به کارگردانی تاد کسلر است که توسط تاد کسلر و دیوید زبل بر مبنای یک داستان کوتاه به نویسندگی ران کارلسون نوشته شده‌است. بازیگران اصلی آن جسی مک‌کارتنی و الیزابت آرنوا هستند.
قهرمان داستان، یک دانش آموز ارشد ۱۷ ساله دبیرستان، ناتالی است که فکر می‌کند زندگی را رقم زده‌است. ناتالی در ابتدا از شریک جدید آزمایشگاه کلاس شیمی خود، کیت، آزرده خاطر می‌شود، اما سرانجام به او علاقه‌مند می‌شود و متوجه می‌شود که کیت یک راز را پنهان می‌کند. این فیلم در ۱۹ سپتامبر ۲۰۰۸ در سینماها اکران شد. این فیلم پس از اکران اولیه در سراسر جهان محبوبیت بیشتری پیدا کرد و توسط خوانندگان BuzzFeed در مقاله ای از الکسیس ند به عنوان «گوهر پنهان» نامگذاری شد.